# Alstroemeria landimana
Alstroemeria landimana es una especie fanerógama, herbácea, perenne y rizomatosa perteneciente a la familia de las alstroemeriáceas. Es endémica del centro de Brasil, especialmente descrita en los alrededores de Brasilia.

## Taxonomía
Alstroemeria landimana fue descrita por Ravenna, y publicado en Onira 9: 26 (2003). Algunos autores le consideran sinonimia de Alstroemeria orchidioides.
Etimología
Alstroemeria: nombre genérico que fue nombrado en honor del botánico sueco barón Clas Alströmer (Claus von Alstroemer) por su amigo Carlos Linneo.
landimana: epíteto latino 